# Klan Murray
Murray (gael. 'MacMhuirich) – szkockie nazwisko i nazwa klanu góralskiego.
Według tradycji klan pochodzi od flamandzkiego rycerza Freskina, osiadłego w XII w. w Szkocji. Otrzymawszy liczne nadania w hrabstwie Moray (łac. Moravia) i ożeniwszy się z dziedziczką 
celtyckich mormaerów Moray przybrał miano Freskina de Moravia.
W uznaniu zasług Murrayowie m.in. za udział w walkach o niepodległość Szkocji i tradycyjne wspieranie dynastii Stuartów otrzymali liczne tytuły arystokratyczne:
- Earl of Atholl (10. kreacji) 1606, od 1676 markizowie  Atholl, a od 1703 książęta Atholl (Dukes of Athol)
- Earl of Dunmore (1661).
- Earl of Mansfield and Mansfield (1776).
- Earl of Annandale and Hartfell (1625 do 1658).
- Earl of Dysart (1643 do 1698).
- Earl of Sutherland, w XVI w tytuł przeszedł przez małżeństwo do rodu Gordonów.
- Wicehrabia Stormont 1621 (tytuł w rodzinie hrabiów Mansfield)
- Wicehrabia Dunedin - 1926, wygasły w 1942